# Macon (Géorgie)
Pour les articles homonymes, voir Macon.
Macon (en anglais [ˈmeɪkən]) est une ville située au centre de la Géorgie (États-Unis). La ville est le siège du comté de Bibb avec lequel elle forme une ville-comté consolidée depuis 2012. C'est l'une des plus grandes aires urbaines de l'État après celle d'Atlanta, avec 157 000 habitants pour la ville-comté et 234 000 habitants pour l'agglomération. Macon est située près du centre géographique de la Géorgie, à environ 129 km du sud d'Atlanta. Le maire élu en 2020 est un ancien magistrat, Lester Miller.

## Histoire
Macon est traversée par l'Ocmulgee, domaine où ont habité les Creeks et leurs prédécesseurs pendant 12 000 ans avant l'arrivée des Européens. Le domaine et les forêts aux alentours de Macon et ce qui est aujourd'hui le Ocmulgee Mounds National Historical Park ont été cultivés par les Creeks qui ont bâti des temples et aménagé des tumulus qui sont encore présents à ce jour.
Avant qu'elle ne devienne une ville, Macon était l'emplacement du Fort Benjamin Hawkins. Après que les Creek eurent cédé leurs terres à l'est de l'Ocmulgee, le président Thomas Jefferson ordonna que le fort soit construit sur la falaise qui surplombe le cours d'eau pour protéger la ville des nouvelles frontières, ce qui en fit un point militaire important durant la guerre anglo-américaine de 1812 et la guerre Creek en 1813. Le fort fut ensuite utilisé comme comptoir peu de temps avant son abandon. Cependant, une réplique du fort est restée sur le côté est de Macon. Pendant ce temps, des colons avaient déjà commencé à emménager à l'intérieur du fort, renommé le Fort Hawkins en Newtown. Après l'instauration du comté de Bibb en 1822, la ville fut promue au rang de siège du comté l'année suivante et fut officiellement nommée Macon, en honneur de l'homme d’État de la Caroline du Nord, Nathaniel Macon (1758-1837).
L'un des objectifs de Macon est d’être « une ville à l’intérieur d’un parc » et pour ce faire, la ville se dota de rues spacieuses et de parcs. Les dirigeants ont aussi prévu 1 km2 pour le Central City Park et les citoyens furent sollicités pour planter des arbres poussant à l'ombre dans la cour avant.
Grâce à la localisation de la ville par rapport à l'Ocmulgee River, la ville put prospérer et le coton devint l'élément phare de l'économie de Macon à cette époque. Les bateaux de commerce de coton, les diligences et plus tard, en 1843, la voie ferrée ont permis la contuinité de cette prospérité. En 1836, le Wesleyan College (en), l'une des plus vieilles universités pour femmes dans le monde, fut fondée à Macon. En 1855, un referendum fut organisé pour désigner une capitale à l'État de Géorgie ; Macon  termina en dernière position avec 3 802 voix.
Durant la guerre de Sécession, Macon fut l'arsenal des États confédérés d'Amérique et l'hôtel de ville, qui fut utilisé  en tant que capitole de l'État en 1864, fut converti en hôpital pour les blessés. Cependant, Macon fut épargnée par William Tecumseh Sherman durant sa célèbre Marche vers la mer. La capitale de l'État, qui était à cette époque Milledgeville, fut attaquée, ce qui incita les habitants de Macon à se préparer pour une attaque éventuelle mais devant l'organisation de la ville préparée à une attaque, le général Sherman préféra contourner Macon. Tout au long de la Reconstruction et durant le XXe siècle, Macon se développa en tant que ville prospère du centre de la Géorgie et devint le moyeu de l'État entier.
Macon fut également connue pour avoir été le lieu de résidence de la meurtrière Anjette Lyles et aussi celui du supposé meurtrier Thomas Woolfolk.
En 1956, Nate H. Sherman fonde l'entreprise Midas à Macon.

## Géographie

### Topographie
Macon est l'une des trois villes de la Géorgie ayant une falaise vive, avec Augusta et Columbus. La falaise vive se situe entre la rencontre du plateau du Piedmont et le cours d'eau. Macon possède aussi un paysage varié de collines à relief au nord et des plaines plates au sud. L'Ocmulgee est le cours d'eau principal qui traverse la ville.
Selon le Bureau du recensement des États-Unis, la ville a une superficie de 145,7 km2 dont 144,5 km2 de terre et 1,2 km2 d'eau.
Macon se situe à environ 116 m au-dessus du niveau de la mer.

### Climat
Macon possède un climat humide et de type subtropical. La température moyenne annuelle est de 24,3 °C avec un maximum de 33 °C en juillet et en août et de 1 °C en janvier. La température maximale y a été de 42 °C en juillet et minimale de −21 °C en janvier.

## Démographie
| Groupe            | Macon | Géorgie | États-Unis |
| ----------------- | ----- | ------- | ---------- |
| Afro-Américains   | 67,9  | 30,5    | 12,6       |
| Blancs            | 28,6  | 59,7    | 72,4       |
| Métis             | 1,4   | 2,1     | 2,9        |
| Autres            | 1,1   | 4,1     | 6,2        |
| Asiatiques        | 0,8   | 3,3     | 4,8        |
| Amérindiens       | 0,2   | 0,3     | 0,9        |
| Total             | 100   | 100     | 100        |
|                   |       |         |            |
| Latino-Américains | 2,5   | 8,8     | 16,7       |

Selon l'American Community Survey, pour la période 2009-2013, 96,96 % de la population âgée de plus de 5 ans déclare parler anglais à la maison, alors que 1,96 % déclare parler l'espagnol et 1,08 % une autre langue.

## Culture

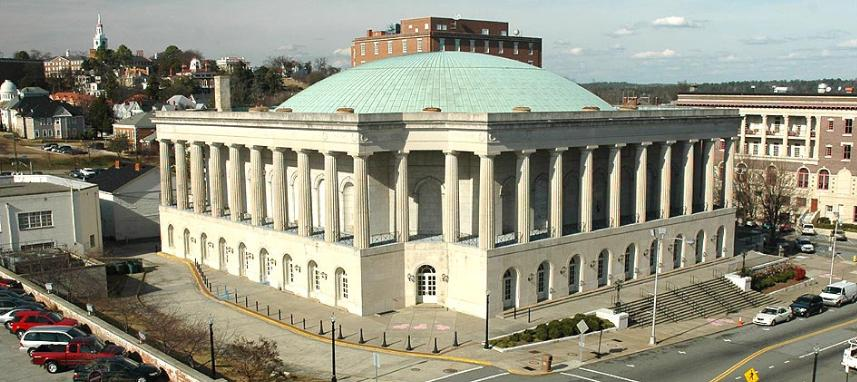
L'auditorium municipal de Macon, le plus grand dôme en cuivre véritable du monde.

Les habitants de Macon ont beaucoup influencé la musique américaine. En effet, le kazoo a été inventé par Thaddeys von Clegg, un horloger allemand, dans les années 1840. Macon a été le lieu de naissance ou de résidence de nombreux musiciens comme The Allman Brothers Band, Mark Heard, Lucille Hegamin, Lena Horne, Otis Redding et de Little Richard ; mais aussi, plus récemment, du violoniste Robert McDuffie (en), de la chanteuse Randy Crawford, du rappeur Jeezy, et du chanteur de country Jason Aldean. Jody Breeze, l'un des quatre membres du groupe Boyz N Da Hood, fut découvert à Macon.
Grâce à cet héritage, Macon est aussi le lieu du Georgia Music Hall of Fame que l'on peut traduire par le Temple de la renommée et musée de la musique de la Géorgie, un lieu sacré pour les musiciens des environs de l'état.
Aujourd'hui, la ville est le moyeu culturel du centre de la Géorgie qui accueille le Macon Symphony Orchestra qui joue à l'historique Grand Opera House du centre-ville de Macon, mais aussi d'autres orchestres et de nombreux autres groupes associés aux universités locales.

## Jumelages
- Mâcon (France)
- Elmina (Ghana)
- Kurobe (Japon)
- Oulianovsk (Russie)
- Gwacheon (Corée du Sud)
- Kaohsiung (Taïwan)

## Personnalités liées à la ville

### Naissance à Macon
- David Perdue, sénateur.
- Little Richard, chanteur.
- Michelle Nunn, femme politique.
- Melvyn Douglas, acteur.
- Antonio Pettigrew, athlète, spécialiste du 400 m

### Autres
- Otis Redding, chanteur, y passe son enfance.
- Ellen et William Craft